# Трейджън Лангдън
Трейджън Лангдън е бивш американски баскетболист. Играл е като атакуващ гард. Най-известен с изявите си за ПБК ЦСКА Москва.

## Кариера
В студентските си години Лангдън е бейзболист и е избран в драфта на Мейджър лийг бейзбол от Сан Диего Падрес. Лангдън играе за сателитните отбори на клуба, но скоро се насочва към баскетбола и играе за студентския отбор на Университета Дюк. Гардът записва рекорд на университета по най-много отбелязани тройки и през 1999 г. достига до финал на NCAA. Година по-рано Лангдън е част от националния отбор на САЩ и достига трето място на световно първенство. През лятото на 1999 г. е избран от Кливланд Кавалиърс в драфта на НБА. Там Трейджън играе 3 сезона, но след като не успява да се наложи, решава да опита късмета си в Европа. Първият му европейски отбор е Бенетон Тревизо, с който печели шампионата, купата и суперкупата на Италия. След това гардът преминава в Ефес Пилзен, ставайки шампион на Турция и носител на националната купа. През 2004 г. преминава в Динамо Москва. След 1 сезон там, е привлечен в ПБК ЦСКА Москва. Там оформя партньорство със сънародника си Джон Роберт Холдън, а отборът е тотален хегемон в първенството. През 2006 и 2008 г. печели Евролигата като през 2008 е избран за MVP на Final four. През 2010 г. попада в идеалния отбор на десетилетието на Евролигата. През 2011 г. слага край на кариерата си.
След края на кариерата си е скаут на Сан Антонио Спърс между 2012 и 2015 г. Между 2016 и 2019 г. е асистент генерален мениджър на Бруклин Нетс. От 2019 г. е генерален мениджър на Ню Орлиънс Пеликанс.